# Giordano Bruno (cratère)
Giordano Bruno est un cratère lunaire situé à l'extrémité de la face cachée de la Lune et peut être visible selon les librations de la Lune. Le cratère Giordano Bruno est situé à côté des cratères Al-Biruni et Joliot. Le cratère Giordano Bruno est au centre d'une structure rayonnée à l'albédo très clair, qui rayonne sur environ 150 kilomètres et atteint le cratère Joliot et des éjectas provenant de lui ont touché le cratère Boss à près de 300 kilomètres de là. 
Ce cratère est formé par la chute d'un météoroïde le 18 juin 1178 observée par cinq moines de la cathédrale de Canterbury qui décrivent un flash lumineux, premier phénomène lunaire transitoire historiquement attesté.
En 1961, l'Union astronomique internationale lui a attribué le nom de Giordano Bruno en l'honneur du philosophe italien Giordano Bruno.